# Чуйченко Сергій Олександрович
Сергій Олександрович Чуйченко (нар. 25 жовтня 1968, Харків) — колишній український футболіст. Нападник, відомий виступами за «Ворсклу» (Полтава) та «Поліграфтехніку» (Олександрія). Рекордсмен першої ліги за кількістю забитих м'ячів за сезон — 35 (1995/96). Другий найкращий бомбардир в історії першої ліги України (115 голів). Увійшов до списку найкращих футболістів полтавської «Ворскли» всіх часів під №6 (за версією football.ua). Майстер спорту України (1996).

## Біографія
Вихованець ДЮСШ «Кіровець» (Харків). Перший тренер — Леонід Андрійович Бавикін.
Починав кар'єру у АПК «Азов» і «Факелі» (Нафтокамськ).
Певний час мав громадянство Туркменістану, виступав за національну збірну країни.
Найкращий футболіст першої ліги України (двічі: 1995 і 1996). Чотириразовий найкращий бомбардир першої ліги (1994, 1995, 1996, 2001). Бронзовий призер чемпіонату України 1998, чемпіон Туркменістану 1998.

## Досягнення
«Поліграфтехніка»:
 Бронзовий призер Першої ліги України (2): 1993/94, 2000/01
 «Ворскла»:
 Бронзовий призер чемпіонату України (1): 1996/97;

 Переможець Першої ліги України (1): 1995/96;

 «Копетдаг»:
 Чемпіон Туркменістану (1): 1997/98;

Особисті:
- Найкращий бомбардир Першої ліги України (4): 1993/94, 1994/95, 1995/96, 2000/01
- Володар «Бронзової бутси» чемпіонату України: 1996/97
- Рекордсмен Першої ліги України за кількістю забитих м'ячів за сезон: 35 голів (1995/96).
- Найкращий бомбардир полтавської «Ворскли» в чемпіонатах України: 42 голи
- Став 6 футболістом в історії полтавської «Ворскли» (за версією порталу football.ua)[5]
- Член Клубу бомбардирів Вадима Плотникова (116 голів)